# Confine tra Burkina Faso e Niger
Il confine tra il Burkina Faso e il Niger ha una lunghezza di 622 km e va dal triplice confine con il Mali a nord fino al triplice confine con il Benin a sud.

## Descrizione
Il confine inizia al triplice confine con il Mali a nord, e poi procede generalmente in direzione sud-est (salvo una piccola prominenza del Burkina Faso) seguendo una serie di linee prevalentemente rette, oltre ad alcuni fiumi come il Tapoa, prima di raggiungere il triplice confine beninese sul fiume Mékrou.

## Storia
Gli anni 1880 videro un'intensa competizione tra le potenze europee per i territori in Africa attraverso un processo noto come Spartizione dell'Africa che culminò nella Conferenza di Berlino del 1884, in cui le nazioni europee interessate concordarono le loro rispettive rivendicazioni territoriali e le regole degli impegni futuri. Come risultato di ciò, la Francia ottenne il controllo dell'alta valle del fiume Niger (più o meno equivalente alle aree attuali del Mali e del Niger). La Francia iniziò ad occupare l'area del Mali moderno (allora spesso indicato come Sudan francese) e del Burkina Faso (allora chiamato Alto Volta) durante gli anni 1880-90, occupando in seguito il territorio del moderno Niger entro il 1900. Queste aree passarono al controllo della colonia federale dell'Africa Occidentale Francese (Afrique occidentale française, abbreviato AOF). Le divisioni interne di questo sistema politico subirono cambiamenti durante la sua esistenza; gli attuali Mali, Niger e Burkina Faso furono inizialmente uniti come Alto Senegal e Niger, con il Niger che costituivaun territorio militare governato dalla città di Zinder. Il territorio militare del Niger fu poi diviso nel 1911, diventando una colonia separata nel 1922, e il Mali e l'Alto Volta furono costituiti come colonie separate nel 1919. Prima del 1926-27 il confine Niger-Alto Volta era formato interamente dal fiume Niger; tuttavia in quel periodo con un decreto francese il Niger conquistò le aree ad ovest del fiume che oggi detiene. Un confine più preciso tra le due entità fu delimitato nel 1927. Nel 1932 l'Alto Volta fu abolito, con il suo territorio suddiviso tra le colonie circostanti; di conseguenza il Niger conquistò gran parte delle aree orientali dell'Alto Volta, dandogli un confine comune con le colonie francesi del Togo e della Costa d'Avorio. L'Alto Volta venne poi ripristinato nel 1947 entro i suoi confini precedenti. 

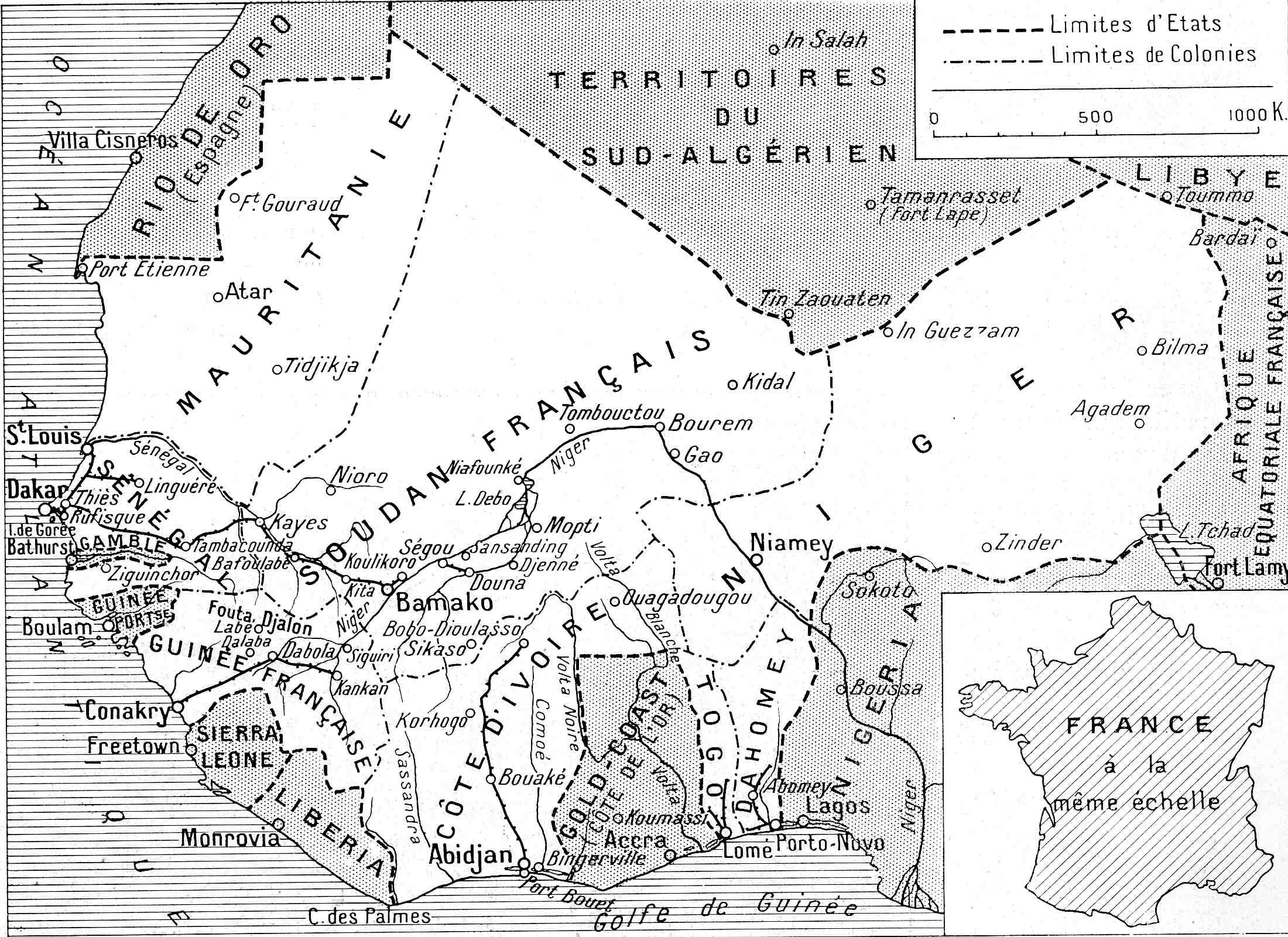
L'Africa Occidentale Francese, durante il periodo in cui il Burkina Faso era suddiviso tra le colonie circostanti.

Man mano che il movimento per la decolonizzazione crebbe nell'epoca successiva alla seconda guerra mondiale, la Francia concesse gradualmente più diritti politici e rappresentanza per i suoi territori africani, arrivando alla concessione di un'ampia autonomia interna a ciascuna colonia nel 1958 nell'ambito della Comunità francese. Nell'agosto 1960 sia il Niger che l'Alto Volta (ribattezzato Burkina Faso nel 1984) ottennero la piena indipendenza e la loro reciproca frontiera divenne quella internazionale tra due stati sovrani. Il 23 giugno 1964 i due nuovi governi si incontrarono e convennero formalmente di stabilire la loro frontiera condivisa, ma non sembra che da queste discussioni sia emerso alcun accordo definitivo Una demarcazione completa del confine rimase incompleta fino alla fine degli anni '80. Le controversie relative all'interpretazione sui trattati di confine durante l'epoca coloniale ha indotto i due Stati ad appellarsi alla Corte internazionale di giustizia nel 2010. Nel 2013, in seguito a un pronunciamento della Corte stessa, i governi dei due stati hanno accettato reciprocamente alcuni piccoli scambi territoriali.

## Insediamenti

### Burkina Faso
- Dembam
- Tamba
- Ouro Boulé
- Soffokèl
- Barbabouga
- Takatami
- Gabouga
- Kantchari
- Botou
- Kogori
- Garibonga

### Niger
- Dolbèl
- Fatatako
- Boukari Koyré
- Fantio
- Manda
- Bangaré
- Tingou
- Bolsi
- Ouro Sawabé
- Tampéna
- Makalondi
- Alambaré

## Attraversamenti di frontiera
Ci sono diversi valichi di frontiera. Il più frequentato è l'attraversamento Sambalgou (Burkina Faso) – Makalondi (Niger) che si trova sulla strada principale Ouagadougou-Niamey.